# Sur la Mer
Sur la Mer — тринадцатый студийный альбом рок-группы Moody Blues, выпущенный в 1988 году. В него вошел хит-сингл «I Know You’re Out There Somewhere», продолжение их хита 1986 года «Your Wildest Dreams» из альбома The Other Side of Life. Большая часть музыки в альбоме вписывается в жанр «синти-поп», хотя он включает в себя больше рока и акустических влияний, чем его предшественник.
Флейтист и вокалист Рэй Томас не появился в альбоме, хотя он оставался участником группы на момент его записи.
| Оценки критиков | Оценки критиков |
| Источник        | Оценка          |
| --------------- | --------------- |
| AllMusic        | [ 1 ]           |

## Список композиций

### Сторона А
1. «I Know You’re Out There Somewhere» (Джастин Хейворд) — 6:37
2. «Want to Be with You» (Хейворд, Джон Лодж) — 4:48
3. «River of Endless Love» (Хейворд, Лодж) — 4:45
4. «No More Lies» (Хейворд) — 5:13
5. «Here Comes the Weekend» (Лодж) — 4:13

### Сторона Б
1. «Vintage Wine» (Хейворд) — 3:38
2. «Breaking Point» (Хейворд, Лодж) — 4:56
3. «Miracle» (Хейворд, Лодж) — 4:56
4. «Love Is on the Run» (Лодж) — 5:00
5. «Deep» (Хейворд) — 6:50

## Участники записи
- Джастин Хейворд — вокал, гитары, клавишные
- Джон Лодж — вокал, бас-гитара, клавишные
- Грэм Эдж — ударные
- Патрик Мораз — клавишные